# Józef Wysocki
Pour les articles homonymes, voir Wysocki.
Józef Wysocki herb Wysocki (1809-1873), est un général polonais qui participa à la révolution polonaise (1831), à la révolution hongroise de 1848 et à l'insurrection polonaise de 1861-1864.

## Biographie
Il participe comme sous-lieutenant à l'insurrection polonaise de 1830. Après sa chute, il émigre en France, enseigne l'histoire à l'École d'application de l'artillerie et du génie de Metz et devient membre à partir de 1833 de la Société démocratique polonaise (en), basée à Paris. Il travaille alors avec Ludwik Mierosławski à un plan de soulèvement national polonais en 1846. Il regroupe en 1848 à Cracovie un bataillon de volontaires polonais avec lequel il arrive en Hongrie à la mi-novembre, afin de participer à la révolution hongroise.
Commandant, il participe au siège d'Arad et est promu lieutenant-colonel en janvier 1849. À partir de la fin janvier, son bataillon est incorporé à la division du général Damjanich qui a été intégré au théâtre principal des opérations au début du printemps. Promu colonel pour son courage lors de la bataille de Szolnok (hu) du 5 mars, il est ensuite nommé général de division et membre de l'Ordre du mérite militaire hongrois (classe III). Il participe à la campagne de Printemps (en). Wysocki est promu major général (vezérőrnagy) en mai 1849 et commandant en chef de la Légion polonaise de Hongrie.
Fin mai 1849, il est le successeur de Henryk Dembiński comme chef du IXe corps d'armée et commandant militaire de la légion polonaise et du nord de la Hongrie. À la suite de l'intervention tsariste demandée par l'empereur Ferdinand, le rapport de forces devient très défavorable et Wysocki doit se retirer entre le Danube et la Tisza. Il est par la suite de nouveau commandant de la Légion polonaise au sein de l'armée de la Tisza centrale, formée à Cegléd sous le commandement du général Mór Perczel (en). L'armée se retire sans combattre Szeged. Il prend part à la retraite de Timisoara où ses hommes concourent à plusieurs escarmouches, à la bataille de Szőreg et à celle de Temesvár (en) le 9 août 1849. Après la défaite, il se réfugie à Orsova. Il devient ensuite un compagnon d’exil de nombreux autres dirigeants politiques et militaires de la guerre d'indépendance, notamment Louis Kossuth, et fait, à la frontière, ses adieux à la nation hongroise. Il est interné en Turquie jusqu'en 1851 puis se rend en Angleterre, en France et dans le Piémont.
Pendant la guerre de Crimée, il tente en vain d'organiser une légion polonaise en Turquie au nom des démocrates.
Il dirige à partir de 1862 l'École militaire polonaise (pl) dont il est le cofondateur à Gênes le 1er octobre 1861. École soutenue par le gouvernement italien, elle est initialement installée à Paris puis fermée après l'intervention de l'ambassadeur de Russie, et transférée à Coni en Italie. Lors de l'Insurrection de Janvier 1863, il est nommé à la tête du soulèvement à Naddnieprze, en Ukraine. Le 17 février, il est nommé commandant en chef des forces armées sur la rive gauche de la Vistule. Il commande les forces insurgées à Małopolska et combat plusieurs fois en Volhynie. Après la dissolution de son unité en 1863 près de Radziwiłł, il parvient à se rendre en Galice où il est arrêté et interné jusqu'en 1865. Ardent démocrate opposé à la dictature du général Marian Langiewicz, il émigre à nouveau en France où il est un membre actif de l'Union de l'émigration polonaise (pl). Il finit sa vie à Paris dans la misère. Il est enterré au cimetière du Père-Lachaise (division 6), à Paris. Sa fille Wanda (1852-1914) était l'épouse de Aleksander Misiągiewicz (pl) (1847-1925), magistrat et industriel qui participa à l'Insurrection de Janvier.

## Hommage
Une rue du quartier de Rákospalota, dans le 15e arrondissement de Budapest, a été nommé en son honneur en 2012.

## Galerie

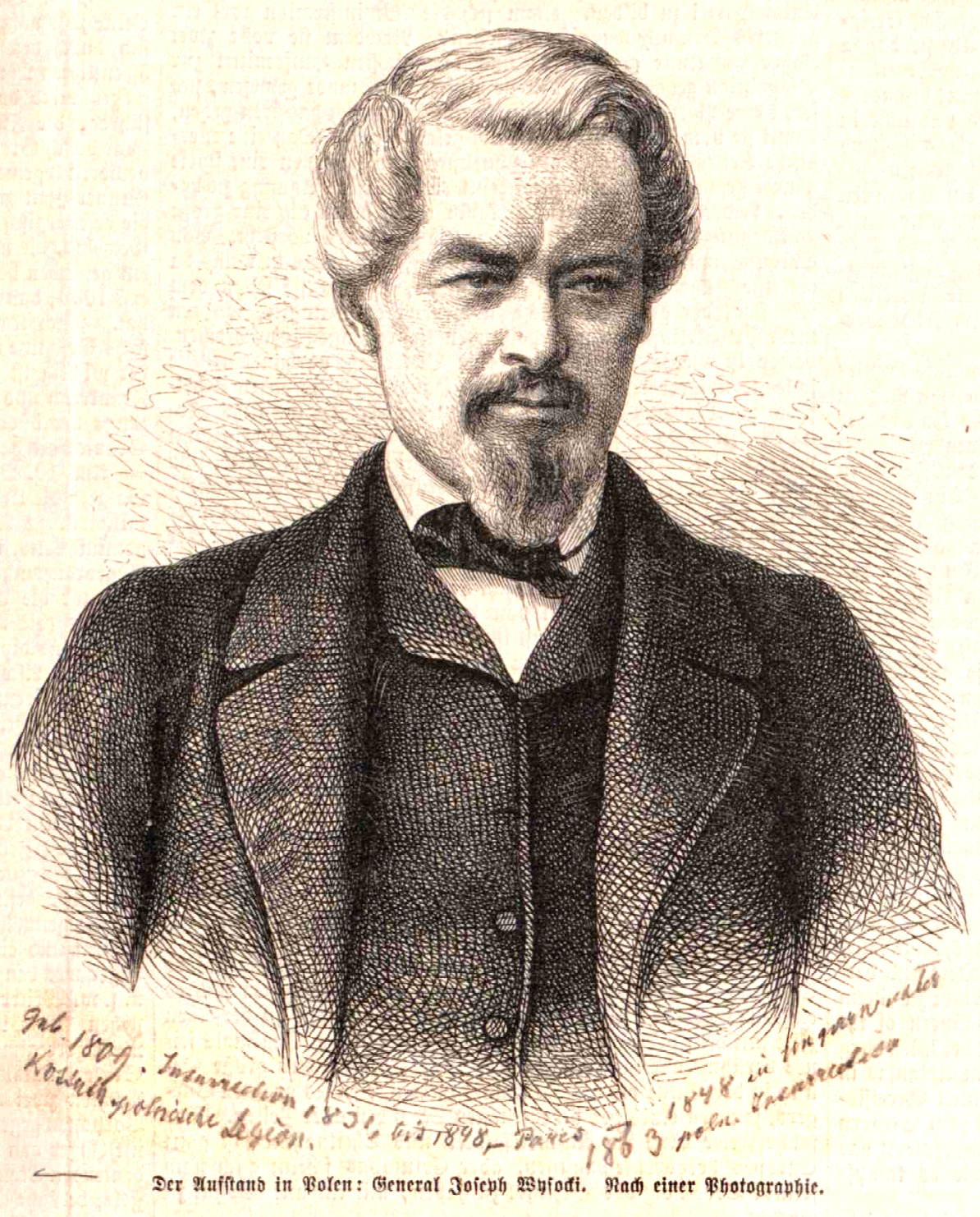
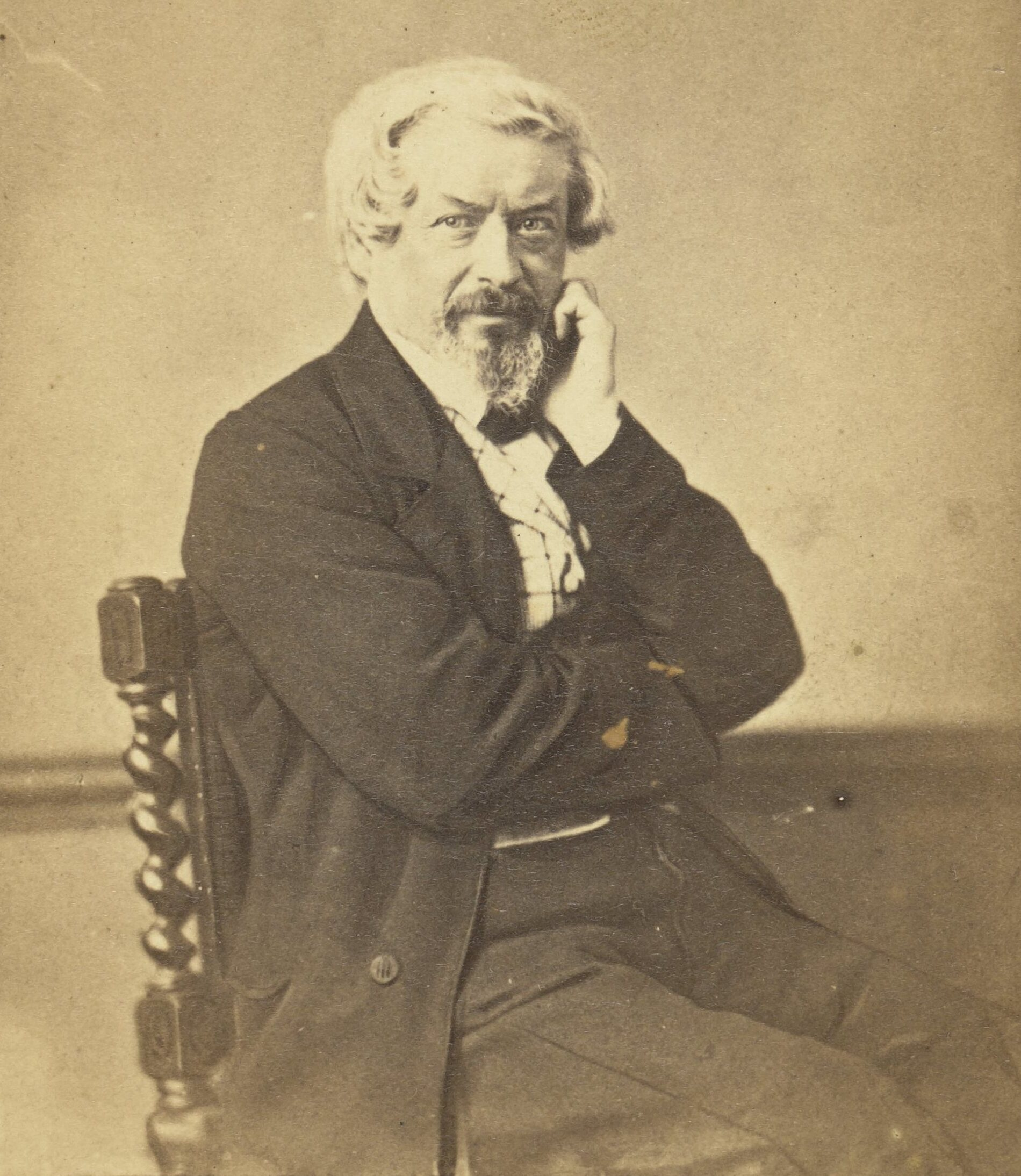
Le général Wysocki, vers 1870.
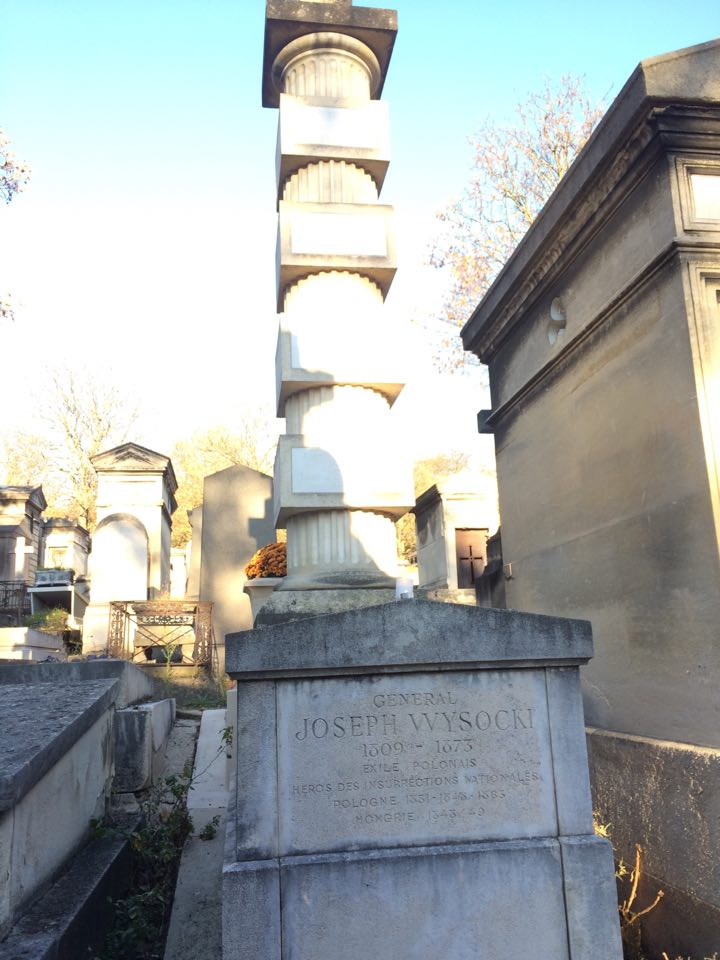
Tombe du général Wysocki, cimetière du Père-Lachaise.
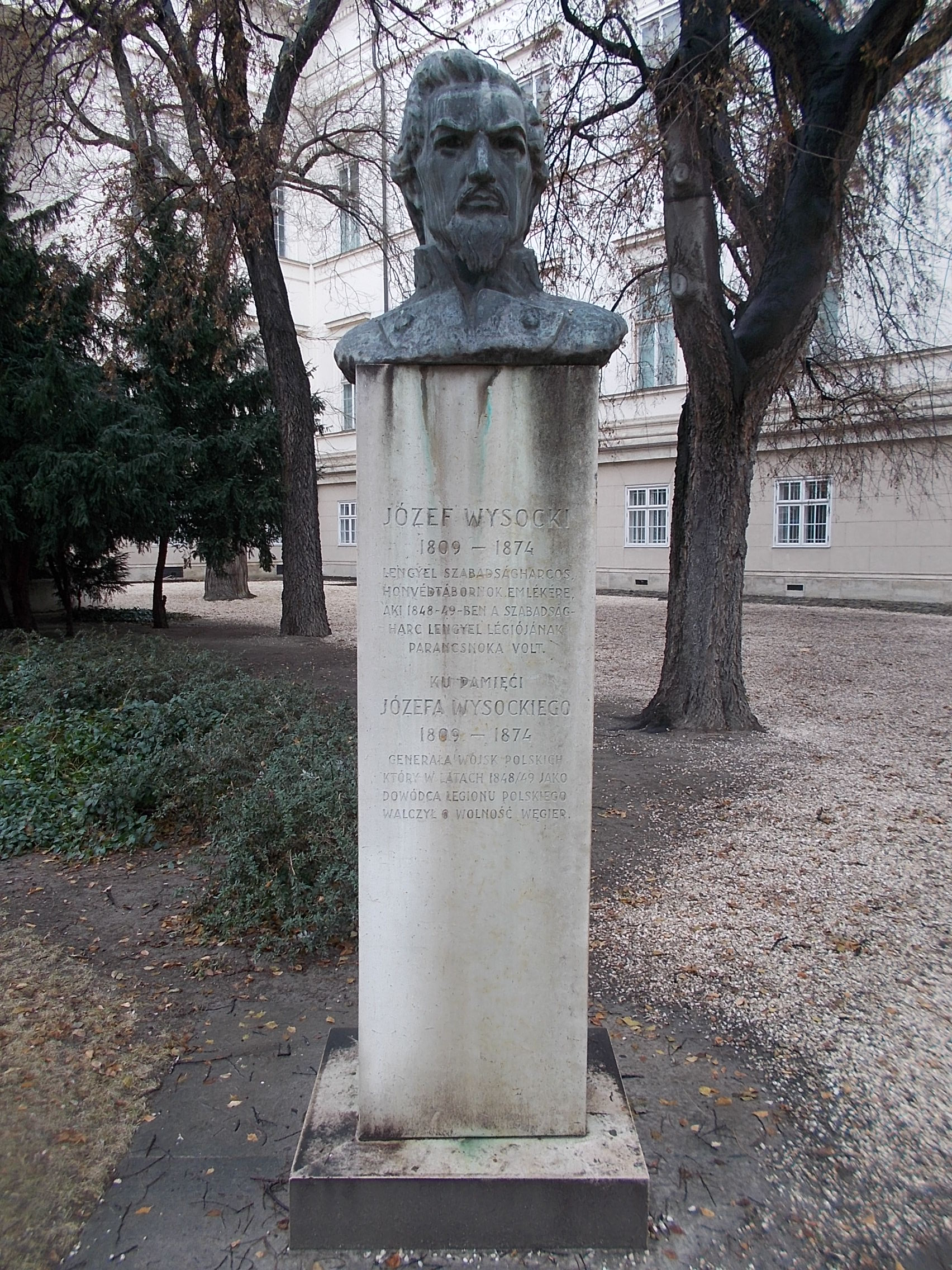
Buste de Wysocki dans le jardin du Musée national hongrois de Budapest (Hanna Danilewicz, 2011).

## Sources, liens externes
- Henryk P. Kosk, Generalicja polska t - 2, Wyd. Oficyna Wydawnicza Ajaks Pruszków 2001
- Kurs sztuki wojskowej, cz. 1-2, 1842-1844
- Sépulture, Père Lachaise
- Société de Préservation de la Légion Wysocki (hu, pl)